# Angkor (dokumentarfilm)
Angkor er en dansk dokumentarfilm fra 2014 instrueret af Johnny Carlsen.

## Handling
I Cambodia finder man resterne af de tidlige Khmerers bygningsværker. Bygningsværker af en størrelse, der er synlige fra rummet, og som virker forstummende, når man går blandt dem. Filmen 'Angkor' viser historien om verdens største tempelkomplekser fra gammel tid til i dag, hvor de stadig imponerer.